# Relowo
Relowo (bułg. Рельово) – wieś w Bułgarii, w obwodzie sofijskim, w gminie Samokow. Według danych szacunkowych Ujednoliconego Systemu Ewidencji Ludności oraz Usług Administracyjnych dla Ludności, 15 grudnia 2018 roku miejscowość liczyła 219 mieszkańców.

## Osoby związane z miejscowością
- angeł Gławew (1953) – bułgarski generał
- Milena Kirowa – bułgarska reporterka
- Aleksi Miszew – bułgarski partyzant
- Danieła Trenczewa – bułgarska dziennikarka
- Lubczo Trocharow – bułgarski dyplomata